# Saint-Médard, Indre
Saint-Médard är en kommun i departementet Indre i regionen Centre-Val de Loire i de centrala delarna av Frankrike. Kommunen ligger i kantonen Châtillon-sur-Indre som tillhör arrondissementet Châteauroux. År 2022 hade Saint-Médard 61 invånare.

## Befolkningsutveckling
Antalet invånare i kommunen Saint-Médard
Referens:INSEE